# Louise Lake-Tack
Louise Lake-Tack, född 26 juli 1944 på Antigua, tillträdde 17 juli 2007 posten som den första kvinnliga generalguvernören på Antigua och Barbuda.